# Sneakers (EP)
| Recensione    | Giudizio        |
| ------------- | --------------- |
| AllMusic      | [ 1 ]           |
| Sputnikmusic  | 4.0 (Excellent) |
| 24.000 dischi | [ 3 ]           |

Sneakers è il primo album discografico (in formato EP) del gruppo rock californiano The Flamin' Groovies, pubblicato dall'etichetta discografica Snazz Recording nel 1968.

## Tracce

### EP
Lato A
1. I'm Drowning – 2:05 (Roy Loney)
2. Babes in the Sky – 1:50 (Roy Loney)
3. Love Time – 2:50 (Roy Loney)
4. My Yada – 2:10 (Roy Loney)

Lato B
1. Golden Clouds – 2:53 (Roy Loney)
2. The Slide – 4:00 (Roy Loney)
3. Prelude in a Flat to Afternoon of a Pud – 1:22 (Blind B. C. Smowes)

### CD
Edizione CD del 1996, pubblicato dalla Sundazed Records (con il titolo di Supersneakers, codice SC 6077)
1. I'm Drowning – 2:07 (Roy Loney) – Dall'EP originale, Sneakers, registrato in studio, 1968
2. Babes in the Sky – 1:50 (Roy Loney) – Dall'EP originale, Sneakers, registrato in studio, 1968
3. Lovetime – 2:54 (Roy Loney) – Dall'EP originale, Sneakers, registrato in studio, 1968
4. My Yada – 2:13 (Roy Loney) – Dall'EP originale, Sneakers, registrato in studio, 1968
5. Golden Clouds – 2:54 (Roy Loney) – Dall'EP originale, Sneakers, registrato in studio, 1968
6. The Slide – 4:00 (Roy Loney) – Dall'EP originale, Sneakers, registrato in studio, 1968
7. Prelude in a Flat to Afternoon of a Pud – 1:24 (Blind B. C. Smowes) – Dall'EP originale, Sneakers, registrato in studio, 1968
8. Cabria – 3:27 (Roy Loney, Cyril Jordan) – Traccia bonus - Registrato dal vivo al The Matrix di San Francisco nel 1968
9. In Between – 2:37 (Roy Loney, Tim Lynch) – Traccia bonus - Registrato dal vivo al The Matrix di San Francisco nel 1968
10. Doin' My Time – 2:42 (Roy Loney) – Traccia bonus - Registrato dal vivo al The Matrix di San Francisco nel 1968
11. Night Owl Blues – 5:41 (John Sebastian) – Traccia bonus - Registrato dal vivo al The Matrix di San Francisco nel 1968
12. Wild About My Lovin' – 2:28 (Tradizionale; arrangiamento The Lovin' Spoonful) – Traccia bonus - Registrato dal vivo al The Matrix di San Francisco nel 1968
13. The Slide – 5:56 (Roy Loney) – Traccia bonus - Registrato dal vivo al The Matrix di San Francisco nel 1968
14. My Yada – 2:16 (Roy Loney) – Traccia bonus - Registrato dal vivo al The Matrix di San Francisco nel 1968
15. Local Boy Makes Good – 3:09 (Roy Loney) – Traccia bonus - Registrato dal vivo al The Matrix di San Francisco nel 1968
16. Sportin' Life – 5:21 (Tradizionale; arrangiamento The Lovin' Spoonful) – Traccia bonus - Registrato dal vivo al The Matrix di San Francisco nel 1968
17. Good Morning, Mr. Stone – 7:44 (Roy Loney) – Traccia bonus - Registrato dal vivo al The Matrix di San Francisco nel 1968

## Formazione
- Roy Loney - voce solista, chitarra
- Cyril Jordan - chitarra solista, accompagnamento vocale-cori
- Tim Lynch - chitarra solista, accompagnamento vocale-cori
- George Alexander - basso, accompagnamento vocale-cori
- Danny Mihm - percussioni

Note aggiuntive
- The Flamin Groovies - produttori
- Walt - ingegnere delle registrazioni
- Jon Sauer - fotografie copertina album originale
- Paul Brown - design copertina album originale[4]